# Edmond Roche
Pour les articles homonymes, voir Roche (homonymie).
Edmond Louis Joseph Arthur Roche (20 février 1828 à Calais - 23 décembre 1861 à Paris 9e) est un poète, auteur dramatique, librettiste et violoniste français.

## Biographie
Élève de Habeneck au conservatoire de Paris où il apprend le violon (1842), il devient premier violon de l'orchestre du Théâtre de la Porte-Saint-Martin avant d’abandonner son poste pour devenir douanier.

## Œuvres
Ami de Richard Wagner, on lui doit la première traduction en français du Tannhäuser.
Ses poésies furent publiées en 1863 chez Michel Lévy, à titre posthume aux frais de ses amis avec une préface de Victorien Sardou et des gravures de Camille Corot, Bar, Herst et Michelin.
- Mozart, étude poétique, 1853
- Les Algues, études marines, 1856
- Stradivarius, 1859
- Les Récréations enfantines, 1859
- L'Italie de nos jours, 1860
- Les Virtuoses contemporains, 1861
- La Dernière Fourberie de Scapin (à propos en un acte en vers), 1863 (posthume)